# Ludmila Brožová-Polednová
Ludmila Brožová-Polednová, geborene Ludmila Biedermannová (* 20. Dezember 1921 in Prag, Tschechoslowakei; † 15. Januar 2015 in Pilsen, Tschechien), war eine tschechoslowakische Staatsanwältin. Wegen ihrer Mitwirkung an den stalinistischen Schauprozessen in der Tschechoslowakei der 1950er Jahre wurde sie 2008 zu einer mehrjährigen Freiheitsstrafe verurteilt.

## Leben
Ludmila Biedermannová wurde in einer Arbeiterfamilie geboren (nach anderen Quellen: als Tochter eines Beamten aus der Mittelschicht) und arbeitete nach dem Zweiten Weltkrieg als Schreibkraft für die Kommunistische Partei (KSČ). Mit viel Einsatzbereitschaft absolvierte sie 1948–1949 eine einjährige Ausbildung an der „Rechtsschule für Arbeiter“ (Právnická škola pracujících), die nach sowjetischem Vorbild aufgebaut war, und wurde anschließend von der KSČ zur Staatsanwältin ernannt. Beim vorgesehenen Prozess gegen den Priester Josef Toufar sollte sie im Auftrag der Generalstaatsanwaltschaft mitwirken. Der Prozess kam jedoch nicht zustande, weil der Angeklagte bei einem Verhör der Staatssicherheit gefoltert wurde und starb.
In den frühen 1950er Jahren änderte Ludmila Biedermannová auf Vorschlag der KSČ ihren Familiennamen und wählte dazu den Mädchennamen ihrer Mutter, Brožová, der weniger deutsch klang. Polednová ist vom Namen ihres Ehemannes abgeleitet. Bekanntheit erlangte sie in dieser Zeit als Staatsanwältin im Schauprozess gegen Milada Horáková und andere, bei dem die Widerstandskämpferin Horáková sowie Jan Buchal, Záviš Kalandra und Oldřich Pecl zum Tod verurteilt wurden.  Am Tag nach der Urteilsverkündung sprach sie auf einer Kundgebung auf dem Prokop-Holý-Platz in Žižkov über den Erfolg des Prozesses. Bei der Hinrichtung war sie, gemeinsam mit ihrem Kollegen Toníček Havelka, anwesend.
Zwei Jahre später zog sich Brožová aus der Hauptstadt Prag zurück und verbrachte den Rest ihres Lebens im westböhmischen Pilsen. Dort bearbeitete sie von Anfang 1953 bis April 1964 (mit Ausnahme von drei Monaten) alle Anklagen wegen „staatsfeindlicher“ Delikte.
Am 1. November 2007 begann auf Empfehlung der Behörde für Dokumentation und Untersuchung der Verbrechen des Kommunismus der Strafprozess gegen die seit den 1970er Jahren pensionierte Brožová. Sie war das einzige Mitglied der tschechoslowakischen Justiz, das nach der Samtenen Revolution einem Gerichtsverfahren unterzogen wurde. Wegen direkter Mittäterschaft an vierfachem Justizmord wurde sie am 9. September 2008 vom Obersten Gericht in Prag zu sechs Jahren Haft verurteilt und im März 2009 in eine geriatrische Abteilung des Pilsener Gefängnisses verbracht. Staatspräsident Václav Klaus, der ein Gnadengesuch der Generalstaatsanwältin Renata Vesecká zunächst abgelehnt hatte, begnadigte Brožová im Dezember 2010 aus Alters- und Gesundheitsgründen, nachdem sie im Februar 2010 eine ergebnislose Beschwerde beim Europäischen Gerichtshof für Menschenrechte eingereicht hatte. Zur Zeit ihrer Inhaftierung war sie der älteste Gefängnisinsasse Tschechiens. Sie starb 93-jährig in Pilsen.